# Ардеоань (комуна)
Ардеоань, Ардеоані (рум. Ardeoani) — комуна у повіті Бакеу в Румунії. До складу комуни входять такі села (дані про населення за 2002 рік):
- Ардеоань (1614 осіб)
- Леонтінешть (949 осіб)

Комуна розташована на відстані 236 км на північ від Бухареста, 25 км на захід від Бакеу, 102 км на південний захід від Ясс, 123 км на північний схід від Брашова.

## Населення
За даними перепису населення 2002 року у комуні проживали 2563 особи, усі — румуни. Усі жителі комуни рідною мовою назвали румунську.
Склад населення комуни за віросповіданням:
| Релігія       | Кількість осіб | Відсоток |
| ------------- | -------------- | -------- |
| православні   | 2497           | 97,4%    |
| римо-католики | 42             | 1,6%     |
| старообрядці  | 11             | 0,4%     |
| адвентисти    | 8              | 0,3%     |
| реформати     | 1              | < 0,1%   |
| п'ятдесятники | 1              | < 0,1%   |
| атеїсти       | 1              | < 0,1%   |